# Hermes Lima
Hermes Lima   (Livramento de Nossa Senhora, 22 de desembre de 1902 - Rio de Janeiro, 10 d'octubre de 1978) va ser un polític, jurista, periodista, professor i assagista brasiler.
Va ser diputat federal durant l'assemblea constituent del 1946, ministre del Gabinet Civil de la Presidència de la República (1961-1962), ministre de Treball (1962) i d'Afers Exteriors (1962-1963), el darrer president del Consell de Ministres (1962-1963) i jutge del Suprem Tribunal Federal (1963-1969), càrrec del que va ser cessat pel règim militar.
L'any 1968 va ser acceptat com a nou membre de l'Acadèmia Brasilera de Lletres, que li va concedir el Premi Machado de Assis el 1975.

## Obra publicada
Aquesta és una selecció dels llibres i assajos publicats per Hermes Lima:
- Introdução à ciência do Direito (1933)
- Problemas do nosso tempo (1935)
- Tobias Barreto, a época e o homem (1939)
- Notas à vida brasileira (1945)
- Variações críticas sobre o nacionalismo (1958)
- Travessia (memórias, 1974)